# The Christmas Attic
The Christmas Attic Es el segundo álbum de Trans-Siberian Orchestra, una rock opera, y la segunda entrega de su trilogía Christmas Trilogy. La cubierta del disco fue creada por Edgar Jerins.
La historia es sobre un niño pequeño explorarando el ático de una antigua casa en la Nochebuena. La poesía de apertura crea la historia;

In this room where shadows live
And ghost that fail learn time forgives
Welcome friends please stay a while
Our story starts with one small child
Who spend her nights in attics dark
Where dreams are stored like sleeping hearts

En esta sala donde viven las sombras
Y el fantasma que fracasa aprende a perdonar el tiempo
Bienvenidos amigos por favor permanezcan un rato
Nuestra historia comienza con un niño pequeño
Que pasa sus noches en el áticos oscuro
Donde los sueños se almacenan como durmientes corazones

Este álbum contiene una mezcla de canciones vocales e instrumentales, pero como de costumbre con TSO la historia es el núcleo del álbum.
La pista "Christmas Canon," una de las canciones más conocidas de la orquesta, es una variación del famoso Canon in D Major de Johann Pachelbel's, con letra y música nueva.

## Lista de temas
| N.º   | Título                                                                | Duración |  |
| 1.    | «The Ghosts of Christmas Eve»                                         | 2:15     |  |
| 2.    | «Boughs of Holly» (Instrumental)                                      | 4:24     |  |
| 3.    | «The World That She Sees»                                             | 4:13     |  |
| 4.    | «Midnight Christmas Eve» (Instrumental)                               | 4:21     |  |
| 5.    | «The March of the Kings / Hark The Herald Angels Sing» (Instrumental) | 3:52     |  |
| 6.    | «The Three Kings and I (What Really Happened)»                        | 6:29     |  |
| 7.    | «Christmas Canon»                                                     | 4:19     |  |
| 8.    | «Joy / Angels We Have Heard on High»                                  | 3:55     |  |
| 9.    | «Find Our Way Home»                                                   | 3:45     |  |
| 10.   | «Appalachian Snowfall» (Instrumental)                                 | 4:12     |  |
| 11.   | «The Music Box»                                                       | 3:01     |  |
| 12.   | «The Snow Came Down»                                                  | 5:43     |  |
| 13.   | «Christmas in the Air»                                                | 4:12     |  |
| 14.   | «Dream Child (A Christmas Dream)»                                     | 7:04     |  |
| 15.   | «An Angel's Share»                                                    | 3:05     |  |
| 16.   | «Music Box Blues»                                                     | 5:36     |  |
| 73:19 |                                                                       |          |  |

El álbum fue relanzado en 2002 con una pista que acompaña a "The World That She Sees" llamado "The World That He Sees" insertado en la lista de canciones directamente después de "She Sees" y teniendo una duración de 4:45. La última canción "Music Box Blues" fue también truncado a 4:57; esta versión fue utilizado anteriormente en la película "The Ghosts of Christmas Eve."

## Personal
- Paul O'Neill - Productor
- Robert Kinkel - Coproductor
- David Wittman - Ingeniero de Grabación y Mezcla

### Intérpretes

#### Voces
Solos:
- Jody Ashworth
- Joe Cerisano
- Katrina Chester
- Marlene Danielle
- Thomas Farese
- Peggy Harley
- Daryl B. Pediford

Apoyos:
- Latisha Jordan - Coordinador de fondos
- Peggy Harley
- Robert Kinkel
- Maurice Lauchner
- Al Pitrelli
- Jon Oliva
- Timara Sanders
- Zak Stevens
- Doug Thoms
- Yolanda Wyns

#### Coro infantil
Conductor:
- Dan Moriarty

Coro:
- The Choristers, St. Bartholomew's Church, New York City
- Marilina Acosta
- Brendan Burgess
- Julian George
- Shoshana Frishberg
- Julia George
- Jack Gibson
- Nina Gottlieb
- Erick Hernández
- Michelle Repella
- Anton Spivack

#### Orquesta
- Robert Kinkel - Piano and Teclados
- Jon Oliva - Piano, Teclados y Bajos
- Al Pitrelli - Conductor, Ritmo y Bajos
- Paul O'Neill - Guitarras Rítmicas
- Johnny Lee Middleton - Bajo
- Jeff Plate - Tambores
- Chris Caffery - Guitarras Rítmicas[2]